# Wedding Crashers
Wedding Crashers —titulada De boda en boda en España, Los cazanovias en México y Los rompebodas en el resto de Hispanoamérica— es una película cómica estadounidense de 2005 dirigida por David Dobkin y protagonizada por Owen Wilson y Vince Vaughn. La trama sigue a John y Jeremy, dos amigos que se infiltran en bodas utilizando identidades falsas para disfrutar de los festejos y conocer mujeres. Sin embargo, la dinámica de su rutina cambia cuando uno de ellos se enamora de Claire (Rachel McAdams), mientras el otro comienza una relación con Gloria (Isla Fisher), ambas hijas de William Cleary (Christopher Walken), un influyente político. A lo largo de la historia, el filme mezcla humor y situaciones sentimentales, explorando temas como el amor, la amistad y el crecimiento personal.
La historia se originó a partir de una experiencia personal del productor Andrew Panay, quien, en su juventud, asistió sin invitación a la recepción de una boda. Para desarrollar el argumento y escribir el guion, el productor contrató a los guionistas Steve Faber y Bob Fisher, quienes previamente habían tenido experiencias similares al colarse en eventos políticos para acceder a comida y bebida gratis. Dobkin, quien tenía planes de dirigir un proyecto protagonizado por Wilson y Vaughn, recibió el guion y se incorporó a la producción. En 2003, New Line Cinema adquirió los derechos de distribución, aunque inicialmente existían dudas sobre cómo comercializar una trama de tales características. Finalmente, Dobkin logró convencer al estudio, argumentando que los personajes principales no solo se interesaban en las mujeres, sino que acudían a las bodas por la experiencia completa que estas ofrecían. Si bien Walken era la primera opción para el papel debido a su habilidad para combinar una presencia intimidante con humor, durante el casting se seleccionó a McAdams —entre doscientas actrices—, Fisher,  Jane Seymour, Keir O'Donnell y Bradley Cooper.
Una vez que Wilson y Vaughn se unieron al reparto, los protagonistas trabajaron estrechamente con Dobkin y los guionistas, intercambiando ideas y buscando puntos en común para enriquecer el guion. Para fomentar la creatividad, el director dio tres semanas y media a los actores para ensayar, durante las cuales se dedicaron a repasar el guion, improvisar escenas y reescribirlas. Según Vaughn, no hubo ninguna escena que no pasara por un proceso de revisión y modificación. Los actores buscaban otorgar una mayor profundidad emocional a sus personajes, alejándose de los estereotipos de «mujeriegos» y «chicos de fraternidad», con el objetivo de presentar personajes que verdaderamente disfrutaran de las bodas. Dobkin optó por ambientar Wedding Crashers en su ciudad natal, Washington D. C., lo que permitió un entorno familiar para la búsqueda de locaciones para filmar. El rodaje, de cincuenta y dos días de duración, comenzó el 22 de marzo de 2004 en Los Ángeles, y posteriormente se extendió a diversas localidades de California, Maryland y Washington D. C.
El estreno mundial de la película se llevó a cabo el 4 de julio de 2005 en Londres, seguido por su lanzamiento en Nueva York el 13 de julio y en el resto de Estados Unidos el 15 de julio. A pesar de recibir una calificación «R», resultó un éxito sorpresa, en parte debido a una audiencia más diversa de lo anticipado y al efecto del boca a boca. En su tercera semana en cartelera, alcanzó el primer lugar en la taquilla estadounidense, y cerró con una recaudación superior a los 209 millones de dólares a nivel nacional. Así, se convirtió en la quinta película más taquillera del año y en la primera comedia clasificada «R» en superar los doscientos millones de dólares. Al combinar los ingresos de taquilla nacionales e internacionales, el total superó los 288 millones de dólares. La película recibió en su mayoría reseñas positivas y varios críticos destacaron el humor y la química entre los actores principales. Fue la película más galardonada en los MTV Movie Awards 2006, donde obtuvo tres premios, incluido el de mejor película. Su éxito se considera un factor clave en el resurgimiento de la popularidad de las comedias con clasificación «R» para adultos durante la década de 2000.

## Argumento
John Beckwith y Jeremy Grey son dos abogados especializados en divorcios que, en su tiempo libre, asisten a bodas de alto perfil con el objetivo de entablar relaciones amorosas con las invitadas. Su actividad consiste en infiltrarse en las ceremonias haciéndose pasar por familiares lejanos de los novios. Durante una de estas bodas, celebrada en honor a la hija mayor de William Cleary, el secretario del Tesoro de los Estados Unidos, ambos se interesan por las otras hijas de Cleary, Claire y Gloria. Durante la recepción, Jeremy se acuesta con Gloria en una playa cercana, pero, al verse atrapado por su naturaleza posesiva y decide alejarse. Sin embargo, Gloria lo invita a pasar el fin de semana en la mansión familiar en Maryland y Jeremy acepta a regañadientes porque John, quien busca acercarse a Claire, se lo pide como favor. Los intentos de John de conquistar a Claire se ven obstaculizados por Sack Lodge, el novio de ella, quien resulta ser infiel y despectivo hacia Claire.
Durante su estancia en la mansión de la familia Cleary, John y Jeremy enfrentan varios conflictos con los miembros de la familia. Kathleen, la esposa de William Cleary, muestra un interés inapropiado hacia John. Todd, el hijo varón de la familia, un pintor homosexual —un tema que los Cleary consideran problemático debido a la carrera política de su padre— trata de seducir a Jeremy. Gloria continúa mostrando una obsesiva atención hacia Jeremy, lo que genera situaciones incómodas. Además, Sack provoca varias lesiones a Jeremy durante un partido de fútbol americano de toque. Para evitar que Sack interfiera en sus esfuerzos por conquistar a Claire, John pone unas gotas para los ojos en el vino de Sack durante la cena, lo que provoca que se enferme y no interrumpa sus planes.
Sin embargo, cuando John confiesa sus sentimientos hacia Claire, descubre que Jeremy es expulsado de la casa. Sack, sospechando que estaban falsificando sus identidades, hizo que los investigaran. Claire, quien había comenzado a sentirse atraída por John, se siente traicionada al conocer la verdad y se pone en su contra. William Cleary les pide que se marchen. En los meses siguientes, John intenta contactar a Claire de varias maneras, pero no recibe respuestas. En un intento por verla, se cuela en su fiesta de compromiso, pero Sack lo intercepta, lo golpea y lo amenaza con matarlo si no se aleja de Claire. John, al descubrir que Jeremy no apareció porque estaba involucrado en una relación secreta con Gloria, se siente traicionado y se sumerge en un estado de depresión. A partir de ese momento, empieza a infiltrarse en bodas por su cuenta, adoptando una actitud nihilista que refleja su creciente desilusión con el amor y las relaciones.
Mientras tanto, Claire empieza a dudar sobre su decisión de casarse con Sack, mientras que Jeremy se prepara para su boda con Gloria y le pide a John que sea su padrino, solicitud que él rechaza de forma rotunda. John decide visitar a Chazz Reinhold, quien enseñó a Jeremy a infiltrarse en bodas, y lo acompaña a un funeral, donde Chazz le explica que las mujeres son más susceptibles a acercarse a los hombres en ese tipo de eventos. Durante este tiempo, John reflexiona sobre el amor y el matrimonio al observar con detenimiento a una viuda, cuya pena le hace cuestionar sus propias creencias. Con esta nueva perspectiva, llega justo a tiempo para la boda de Jeremy y Gloria. Aunque Claire inicialmente se siente incómoda con su presencia, John aprovecha la oportunidad para confesar sus sentimientos frente a todos los invitados. Ella, al darse cuenta de que realmente lo ama a él y no a Sack, se enfrenta a su prometido. Sack intenta interrumpir, pero es detenido por un golpe de Jeremy. Al final, John y Claire se besan, y, tras la boda, las dos parejas se marchan en automóvil, con planes de asistir a otro casamiento.

## Reparto
- Owen Wilson como John Beckwith.[29]
- Vince Vaughn como Jeremy Grey.[29]
- Christopher Walken como William Cleary.[30]
- Rachel McAdams como Claire Cleary.[31]
- Isla Fisher como Gloria Cleary.[31]
- Jane Seymour como Kathleen Cleary.[7]
- Ellen Albertini Dow como la abuela Mary Cleary.[32]
- Keir O'Donnell como Todd Cleary.[33]
- Bradley Cooper como Sack Lodge.[29]
- Ron Canada como Randolph.[7]
- Henry Gibson como el padre O'Neil.[34]
- Dwight Yoakam como el Sr. Kroeger.[35]
- Rebecca De Mornay como la Sra. Kroeger.[35]
- David Conrad como Trap.[36]
- Jennifer Alden como Christina Cleary.[37]
- Geoff Stults como Craig.[7]
- Will Ferrell como Chazz Reinhold (no figura en los créditos).[38]

## Producción

### Antecedentes
Wedding Crashers se originó a partir de una experiencia que el productor Andrew Panay vivió en Las Vegas durante sus veintitantos años, cuando con un amigo terminó en la recepción de una boda mientras se dirigía a una piscina. Aunque solo duró algunos minutos, la situación le sirvió como base para desarrollar la historia. Panay también se inspiró en la emoción que sintió al asistir a una boda, motivado por la posibilidad de conocer chicas, y la relación con sus amigos durante esa época. Tiempo después, se reunió con Steve Faber y Bob Fisher —que habían escrito We're the Millers— en Tapestry Films, para proponerles que escribieran el guion. Faber y Fisher, al escuchar la idea del productor, consideraron que podía convertirse en una historia, aunque no estaban seguros de que pudieran sostenerla a lo largo de un largometraje. Cambiaron de opinión cuando se les ocurrió agregar a Claire y Gloria a la historia, porque la idea de interesarse en mujeres de una familia política les recordó su sueño juvenil de casarse con alguna chica de la familia Kennedy. Panay y los guionistas estaban interesados en «explorar la amistad entre hombres mediante esta loca idea de meterse a bodas sin invitación». Estando en la universidad, Fisher llegó a introducirse en reuniones de políticos utilizando nombres falsos para comer y beber gratuitamente. Después de escuchar las historias de Fisher, Faber lo acompañó a reuniones de todos los partidos políticos. Fisher recordó que su motivación era diferente de la de los personajes de la película, que se colaban en las bodas para tener sexo.
En una fiesta en ocasión del estreno de Shanghai Knights (2003), el director David Dobkin se reunió con el protagonista de dicho filme, Owen Wilson, y Vince Vaughn, a quien había dirigido en Clay Pigeons (1998). Ese encuentro le recordó al dúo cómico Abbott y Costello, y de inmediato le comunicó a su representante que deseaba encontrar un proyecto para dirigir a ambos actores. Ocho semanas más tarde, Dobkin recibió el guion de Wedding Crashers. Del mismo modo, Panay quería contar con Wilson, Vaughn y Will Ferrell por sus actuaciones en comedias como Old School (2003), y se reunió con Greg Silverman de Warner Bros. para presentarle el proyecto. Aunque Silverman se interesó en la idea, la compañía decidió no involucrarse. Luego de que ocho estudios declinaron la propuesta de participar en la producción, en abril de 2003, se informó que New Line Cinema había pagado «seis cifras» para adquirir el pitch de la película.

### Guion y preproducción
Una vez que New Line asumió la responsabilidad del proyecto, los guionistas finalizaron la redacción del guion en un plazo de un mes y a mediados de julio le entregaron al estudio el primer borrador. Se elaboraron aproximadamente veinticinco borradores durante un exhaustivo proceso de revisión. Según Faber, lo que finalmente recibió el estudio no fue un primer borrador, sino lo que él describió como «el borrador número treinta». En agosto del mismo año, se confirmó que Wilson y Vaughn serían los protagonistas, y en febrero de 2004, se anunció que el director sería Dobkin. El director del departamento de marketing de New Line, Russell Schwartz, consideró que los dos personajes centrales eran demasiado misóginos porque parecía que estaban únicamente interesados en el sexo y le preocupaba cómo iba a vender una trama de esas características. Sin embargo, Dobkin planteó que «al dúo le encantaban las bodas y eran el alma de la fiesta» y explicó que «les encanta la comida, la música, tratar con los abuelos y los niños. Estos tipos mejoran las bodas. Querrías que se colaran a la tuya».

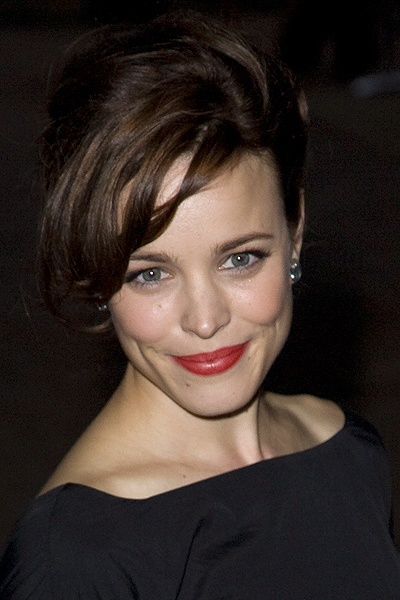
Para el papel de Claire, el director revisó las audiciones de doscientas actrices antes de elegir a Rachel McAdams. El guionista Steve Faber destacó la importancia de crear «personajes femeninos relevantes», en contraste con muchas comedias comerciales en las que las mujeres suelen ser reducidas a «accesorios cosificados».

Aunque en el guion la trama estaba ambientada en Boston y Cabo Cod, el productor Peter Abrams notó que durante marzo, abril y mayo —los meses en los que los actores estaban disponibles para filmar—, la temperatura en esas locaciones sería demasiado baja durante las fechas de rodaje. En su lugar, el director decidió filmar en su ciudad natal, Washington D. C., un sitio más asociado a filmes políticos o thrillers que a comedias, y en vez de Cabo Cod se filmó en la costa este de Maryland. Además, el trasfondo político del personaje de Walken influyó en la decisión de elegir Washington como ciudad para ambientar y rodar la película. Al haber crecido en Washington D. C., Dobkin conocía bien las zonas que deseaba filmar, lo que facilitó considerablemente la búsqueda de locaciones. De este modo, algunos recuerdos de la juventud del director se incluyeron en la historia, como el amanecer en las escaleras del Monumento a Lincoln después de una noche de alcohol. Como seguidor de Woody Allen, Dobkin confesó que quería hacer un homenaje a Washington de la misma forma que Allen lo había hecho con Manhattan (1979). Después de que Wilson y Vaughn se unieron al reparto, los protagonistas trabajaron junto al director y los guionistas, intercambiando ideas y encontrando puntos en común. Dobkin aportó al desarrollo el bromance del guion, que según él presenta una relación entre los personajes de Wilson y McAdams y otra entre los personajes de Vaughn y Wilson.
De acuerdo con Faber, el 80 % del primer borrador del guion terminó reflejándose en la película, mientras que el otro 20 % fue fruto improvisaciones e intercambios entre los dos actores principales durante la filmación. El director destacó que Wilson «añadió artillería pesada de ideas» y opinó que Vaughn aportó «agudez e inventiva» al guion. Wilson comentó que, aunque el concepto y la historia le parecían divertidos, parte del guion le resultaba «cursi». Fue así que Wilson y Vaughn revisaron el guion en su totalidad: «No hubo una escena por la que no pasáramos y cambiáramos», dijo el segundo. Los actores y el equipo decidieron enfocar la trama en un distanciamiento entre los dos protagonistas, seguido de una reconciliación. «Un buddy film debe tener ese momento en el que uno de los amigos no aparece», afirmó Wilson. También insistieron en reestructurar por completo el «segundo y tercer acto» que se sentía como algo «visto un millón de veces antes», modificando totalmente el arco narrativo del personaje de Vaughn y eliminando una escena que recordaba a El graduado (1967), en la que Wilson impedía que el personaje de McAdams se casara. La intención de los actores era aportar más profundidad emocional a una comedia sexual explícita de clasificación «R», alejándose de los estereotipos de «mujeriegos» y «chicos de fraternidad», y enfocándose en personajes que realmente disfrutaban de las bodas.
El diseño de vestuario de Wedding Crashers estuvo fuertemente influenciado por las lujosas imágenes del fotógrafo de la alta sociedad Slim Aarons. La diseñadora de vestuario Denise Wingate describió la película como uno de los proyectos más desafiantes en los que había trabajado, especialmente porque durante los primeros cuatro días de rodaje se filmaron ocho bodas. Cada una de estas bodas presentaba un diseño único, incluyendo damas de honor, predicadores, bandas e invitados, lo que requería una planificación minuciosa del vestuario. Wingate se inspiró en las fotos de Aarons sobre la alta sociedad de West Palm Beach en los años 1960, incorporando su estilo lujoso en las distintas bodas del filme, que presentaban esquemas de colores únicos para cada una. La organizadora de bodas Lovelynn Vanderhorst participó como asesora técnica para asegurar que el vestuario, los decorados, la música, los bailes y otros detalles fueran auténticos según los diferentes estilos de boda.

### Casting
Una vez confirmado como director del proyecto, Dobkin contactó a Wilson, quien en ese momento se encontraba trabajando en México, para hablarle sobre el guion y la posibilidad de coprotagonizar la cinta con Vaughn. Luego de que Wilson mostró su interés, el director se reunió con Vaughn, quien también expresó su entusiasmo por el proyecto y la oportunidad de trabajar nuevamente con Dobkin y Wilson. Según Dobkin, Claire era el «corazón» de la película y fue el personaje más difícil de seleccionar hasta que Rachel McAdams lo impresionó con la prueba de casting. Antes de elegir a McAdams, el director había visto la audición de doscientas actrices para el papel de Claire, pero ninguna lo había convencido. La selección del intérprete para el secretario del Tesoro y patriarca de la familia Cleary generó desacuerdos entre New Line Cinema y el director, debido a que el estudio prefería un actor cómico como Burt Reynolds, pero Dobkin seleccionó a Christopher Walken, una decisión de casting que sorprendió al propio actor, por tratarse de un personaje diferente al que acostumbraba interpretar. Conseguir a Walken para el papel también sorprendió a los realizadores, quienes lo tenían como primera opción en una lista de cinco actores, entre los que se encontraban Gene Hackman, Tommy Lee Jones y Harrison Ford. 
Dobkin consideraba que el personaje del secretario del Tesoro era el «eje» de la historia y quería un actor que transmitiera la sensación de que, si fuera el padre de su novia, estaría aterrorizado. Además del «factor intimidante» y su capacidad para la comedia, el director quería dotar al personaje del «calor humano» que Walken había demostrado en The Dead Zone (1983) y Atrápame si puedes (2002).
La directora de casting Lisa Beach recordó que la audición de Isla Fisher fue «la más divertida de la historia». Fisher, en ese entonces relativamente desconocida en Estados Unidos, se quedó con el papel de Gloria, por delante de otras actrices como Shannon Elizabeth y Anna Paquin. Antes de asistir al casting, la actriz se inspiró en Atracción fatal (1987) y La mano que mece la cuna (1992) para crear un personaje que fuera «realmente psicópata, divertida, agresiva y sexual, pero al mismo tiempo lo suficientemente dulce como para que aún te guste y la encuentres de alguna manera adorable». También se inspiró en la «mirada de loca» de una amiga y le añadió una risa «realmente mala» para dar vida al personaje. Jane Seymour, en ese entonces de cincuenta y cuatro años de edad, conocida por su trabajo dramático, obtuvo el papel de la seductora matriarca Kathleen Cleary, un personaje que se diferenciaba notablemente de sus actuaciones anteriores. Aunque después de leer el guion se sintió insegura acerca de lo que pensarían los seguidores de la serie wéstern dramática Dr. Quinn, Medicine Woman, Seymour sintió que era «lo más divertido que [había] leído jamás» y decidió audicionar, un proceso por el que no pasaba hacía treinta años. A excepción de Vive y deja morir (1973), los realizadores no conocían el trabajo de Seymour y la contrataron después de una serie de audiciones y un screen test, por sobre otras actrices como Raquel Welch. Vaughn y Steve Faber subrayaron la importancia de incluir «personajes femeninos relevantes», en contraste con muchas comedias mainstream, donde, según el guionista, las mujeres suelen ser reducidas a «accesorios cosificados».
Sin bien evitaba contratar a los actores en el preciso momento en el que hacían el casting y como regla siempre observaba la grabación más tarde, Dobkin hizo una excepción con Bradley Cooper para un papel con el que había tenido dificultades para encontrar el actor adecuado hasta ese momento. Para su audición, Keir O'Donnell se inspiró en el cantante de la banda Bright Eyes, Conor Oberst, para interpretar a Todd Cleary, un artista solitario y angustiado. O'Donnell obtuvo una copia del guion porque su novia de ese momento iba a audicionar para el papel de Gloria. El actor envió una audición en VHS interpretando a Todd y rápidamente convenció a los realizadores de que era la elección adecuada para el papel. De acuerdo con O'Donnell, inicialmente el personaje de Todd tenía una participación más corta y, en lugar de ser un personaje «incomprendido y oscuro», se presentaba como un «homosexual estereotipado y extravagante». Dobkin le comentó a Vaughn que planeaba incluir al consultor político demócrata James Carville en un papel y el actor sugirió incorporar también a un republicano. Fue así como el director eligió a John McCain para otro personaje.

### Rodaje

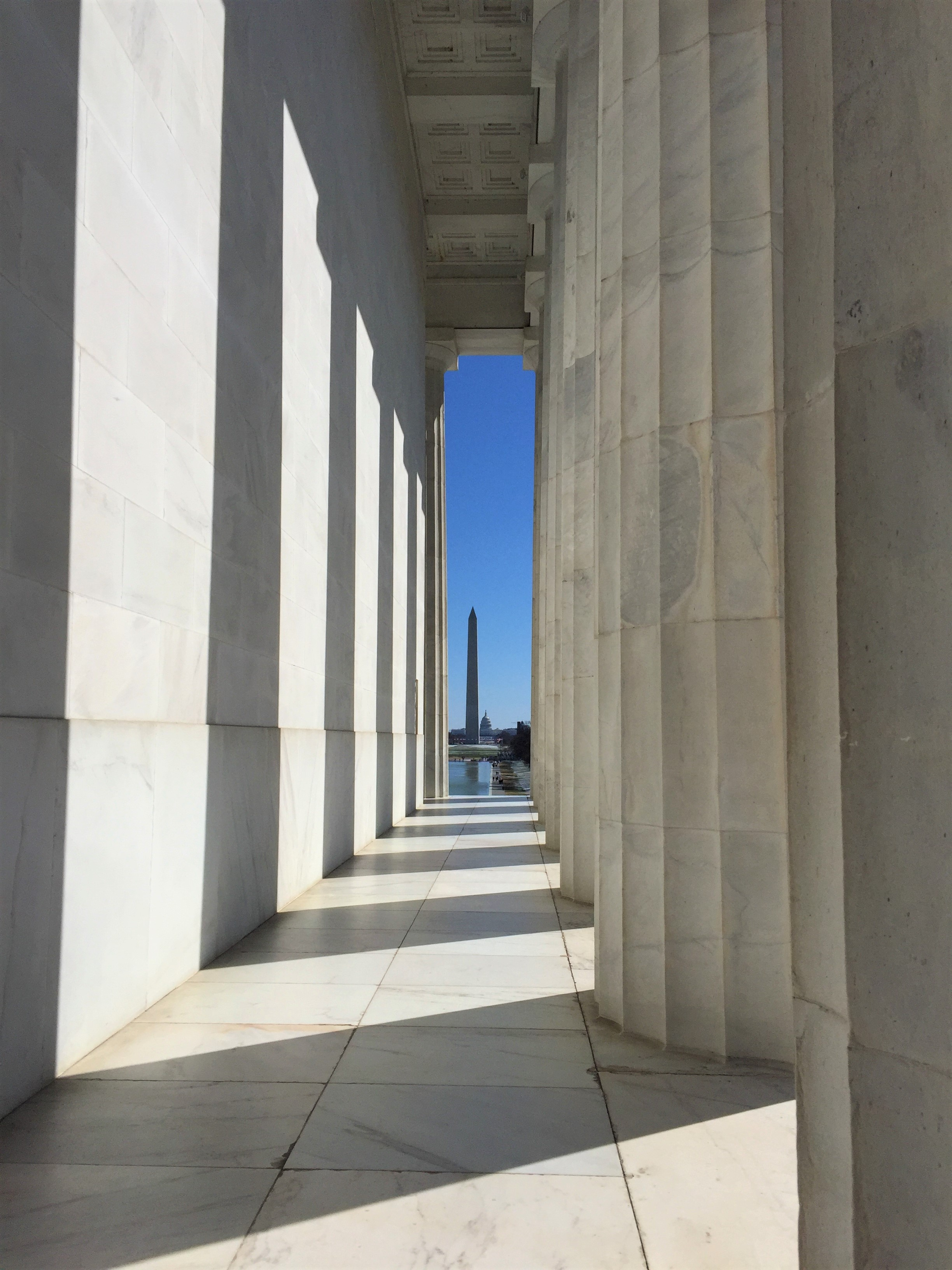
Cuando los protagonistas se encuentran cerca del Monumento a Lincoln, reflexionando sobre sus vidas y mirando hacia el Monumento a Washington, el director explicó que este último simboliza «una meta en el horizonte que aspiran a alcanzar».

Dobkin otorgó tres semanas y media a los actores para ensayar, costumbre que seguía desde sus inicios en el teatro. Durante ese tiempo, el director trabajó con Wilson y Vaughn repasando el guion, improvisando escenas y reescribiéndolas. El rodaje comenzó el 22 de marzo de 2004 en el club Ebell de Los Ángeles. Aunque el montaje de los protagonistas asistiendo a las bodas de origen judío, italiano, chino, irlandés e indio duraba tan solo unos minutos al principio del filme, el director le dedicó la primera semana de rodaje. Dobkin explicó que quería establecer una «energía frenética» desde el principio y, por otro lado, temía que el estudio percibiera la película como una obra sórdida u oscura, lo que podría llevar a la cancelación del rodaje. Por ello, antes que nada, consideró esencial transmitir la idea de que a los protagonistas les fascinaban los casamientos. Para realizar esa secuencias usó múltiples cámaras y una sola locación, donde la producción realizó diferentes escenografías para cada boda dividiendo las habitaciones, para poder filmar dos bodas diferentes en un mismo set. Trascurridos cuatro días de rodaje, el estudio expresó incredulidad ante la demora en la filmación del montaje. Como clímax de esas escenas, Dobkin hizo un homenaje a la cinta National Lampoon's Animal House (1978) usando la canción «Shout».
Algunas escenas del opulento casamiento de la hija de William Cleary se filmaron en la iglesia de Pasadena (California), donde se emplearon quinientos extras, mientras que otras escenas se filmaron en el hotel Inn at Perry Cabin en St. Michaels (Maryland). El mayor desafío que enfrentó Wingate fue coordinar el vestuario para la recepción de la boda de los Cleary, que se filmó al aire libre durante una ola de calor récord en la costa este de Maryland. La complejidad de la recepción, de grandes proporciones, implicaba la coordinación del vestuario para dieciséis miembros principales del elenco, quinientas personas locales, entre hombres, mujeres y niños, y una orquesta compuesta por veinticuatro músicos. La primera escena de McAdams consistió en bailar polka con Walken, reconocido por su habilidad como bailarín. La actriz, que durante la preproducción había ensayado con un coreógrafo, describió su primer día de rodaje como una experiencia «estresante». El 1 de mayo, la producción viajó a Washington D. C. para filmar durante cuatro días en Georgetown y Capitol Hill, donde los políticos John McCain y James Carville realizaron un breve cameo. Posteriormente, el equipo se trasladó a Easton (Maryland) para continuar con el rodaje.
El director, que tenía guiones gráficos para cada plano, a menudo filmaba tres o cuatro tomas y luego permitía una toma adicional para que Wilson y Vaughn pudieran improvisar. Dobkin destacó la química entre ambos y describió al primero como «muy lento y metódico» y al segundo como «una ametralladora». Bradley Cooper se mostró «asombrado» al ver a Vaughn «dispuesto a probar cualquier cosa» en el set y lo describió como una «fuerza de la naturaleza». El director de fotografía Julio Macat indicó que para capturar la dinámica impredecible de las actuaciones de ambos actores, era necesario emplear técnicas de cámara más flexibles y adaptadas a sus improvisaciones. Macat explicó que, en lugar de seguir marcas estrictas para la iluminación, debía permitir que los actores se movieran libremente, ya que esto aumentaba las posibilidades de captar momentos espontáneos. En ciertas escenas, la complejidad aumentaba al intentar cubrir a dos actores al mismo tiempo desde ángulos opuestos, lo que requería más tiempo para preparar el set, pero resultaba esencial para capturar las sutilezas de la improvisación. Aunque fuera una comedia, Macat creía que la iluminación debía ser «realista, fundamentada y fiel a la situación real» y para producirla se inspiró en Being There (1979). Wilson resaltó la importancia de la libertad para improvisar en el set, señalando que «una vez que has escrito una línea quince veces en el guion, deja de ser tan divertido».

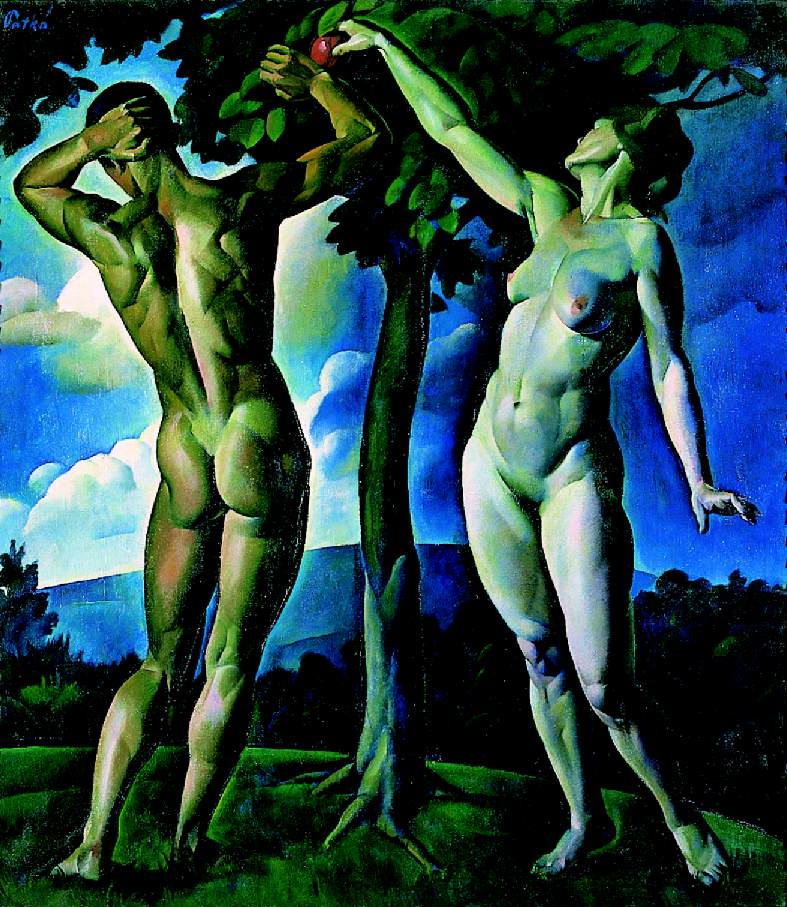
La idea de retratar al personaje de Vince Vaughn en el jardín del Edén fue sugerida por Owen Wilson la noche previa a la filmación de la escena en la que aparece el cuadro. El departamento de arte trabajó durante la noche para crear la pintura.

La lista completa de reglas citadas por los protagonistas a lo largo de la película no estaba en el guion. Según los actores, solo se mencionaban dos reglas en el guion original, pero cada vez que trabajaban en una escena e improvisaban, creaban nuevas reglas para acompañar sus diálogos. Mientras se escribían los primeros borradores del guion, Wilson le mencionó al director la posibilidad de que los protagonistas se colaran a otros eventos además de casamientos, como funerales. En un principio, Dobkin pensó que no funcionaría con el tono de la historia y tampoco durante la secuencia de apertura. Sin embargo, Dobkin cambió de parecer y consideró pertinente incorporar esa propuesta en el momento en que su personaje atraviesa una de sus peores etapas. Así, Wilson escribió las escenas que introducen a Chazz, un «rompebodas» veterano y mentor de Jeremy, personaje que no estaba en el guion original. Para el papel de Chazz se seleccionó a Will Ferrell, quien se unió oficialmente a la producción la noche anterior al día de filmación. Frente a las dificultades para confirmar la presencia de Ferrell, la producción consideró a Nicolas Cage como segunda opción. Acerca de ese día de filmación, Dobkin recordó que, tras la primera toma, le dijo a Ferrell, quien había actuado «muy relajado», que su personaje estaba «un poco más loco»; a partir de esa indicación, el actor aumentó la intensidad hasta la quinta y última toma. La producción mantuvo en secreto el papel de Ferrell, eliminándolo de los avances publicitarios y solicitando a los críticos que no lo mencionaran en sus reseñas.
La finca Ellenborough, en Easton, se utilizó como escenario de la casa de la familia Cleary, donde se desarrolla gran parte de la película. Para realizar la escena de la partida de fútbol americano en la casa de campo, Dobkin se basó en los montajes de transmisiones de la NFL. El director se inspiró en la NFL para incluir tomas de los personajes de Jane Seymour y Isla Fisher reaccionando durante la partida o el plano de tres cuartos antes de que comience el juego. Dobkin empleó cuatro cámaras, fijas y portátiles, para capturar la secuencia, cuyo rodaje se prolongó durante cinco horas, a pesar de que la partida en sí dura apenas cuatro minutos. En esa secuencia, Vaughn improvisó durante veinticinco segundos. El actor, quien había practicado deportes en la secundaria, incluido el fútbol americano, tuvo contacto físico real con Bradley Cooper. Sin embargo, para las escenas en las que su personaje caía al suelo, Dobkin optó por usar un doble para evitar el riesgo de una lesión que pudiera interrumpir la producción. En el guion original, la pintura de Todd Cleary mostraba genitales mutilados, pero el día antes de filmar esa escena, Wilson sugirió que se representase a Vaughn en el jardín del Edén tomando la manzana, lo que llevó al departamento de utilería a pintar la nueva versión durante la noche. Años después, Vaughn declaró que desconocía el paradero del cuadro.
Jane Seymour, que se desnudó por primera vez en su carrera cinematográfica, interpretó una escena en la que su personaje intenta seducir al de Wilson ofreciéndole tocar sus pechos recién operados. Seymour dijo que el actor se mostró «bastante tímido» en el set y que, durante la escena, lo notó «un poco avergonzado». Dobkin observó que las manos del actor se asemejaban a «pinzas de cangrejo». Wilson recordó que la conocía por su papel como la Dra. Quinn y que, al rodar la escena, se sintió nervioso y experimentó cierta incomodidad. Aún así, fue idea del actor que Seymour lo llamara «pervertido» al final de la escena. A diferencia de Seymour, Isla Fisher y McAdams optaron por usar dobles en sus escenas. Fisher argumentó en contra de que su personaje se mostrara desnudo, creyendo que eso restaría humor, pero finalmente aceptó la decisión e intensificó su actuación para preservar el atractivo cómico del personaje. Además, reveló que el director le sugirió que interpretara a su personaje como Sharon Stone en Basic Instinct (1992), pero ella prefirió inspirarse en el estilo de Glenn Close en Atracción fatal (1987). La escena del paseo en bicicleta de Claire y John a la playa casi no se incluyó en la cinta debido a restricciones presupuestarias. El estudio le informó a Dobkin que debía eliminar una escena y el productor ejecutivo Richard Brener sugirió eliminar la de las bicicletas. Sin embargo, Dobkin estaba decidido a mantenerla, así que organizó en secreto una filmación para un sábado con Wilson, McAdams y el director de fotografía, y rodaron la escena por su cuenta, sin que el estudio lo supiera.
El guion original contemplaba un final diferente, en el que John y Jeremy se colaban en la boda de Rachel y Sack, en lugar de que John asistiera a la boda de Jeremy y Gloria. Momentos antes de filmar la escena de la boda en la iglesia, Vaughn propuso que Todd fuera uno de los padrinos de la boda, sugerencia que fue aceptada por el director. Este cambio implicó un ajuste en el vestuario de Keir O'Donnell, lo que provocó un retraso de cuarenta y cinco minutos en la filmación. Al final de la película, mientras John y Jeremy se marchan con Claire y Gloria, Dobkin y su equipo lograron capturar una toma del Monumento a Washington, simbolizando un punto de madurez para los protagonistas, en contraste con el inicio de la historia, cuando contemplaron el amanecer sobre el mismo monumento. Esta toma, que requería una logística compleja, implicó el cierre del tráfico en la Avenida de la Constitución (Washington D. C.) y otras calles cercanas durante la hora pico, con más de cuarenta policías en el set para garantizar su realización. El director, quien describió esta operación como «demente» y «un caos total», realizó cuatro tomas utilizando una cámara grúa que seguía a un convertible en movimiento. Durante el rodaje, algunos actores se alojaron en un hotel en la bahía de Chesapeake, que ya no tenía disponibilidad porque estaba reservado para los asistentes de una gran boda. McAdams reveló que se mencionó la idea de colarse como parte de la preparación para la película, pero finalmente decidieron no llevarla a cabo.

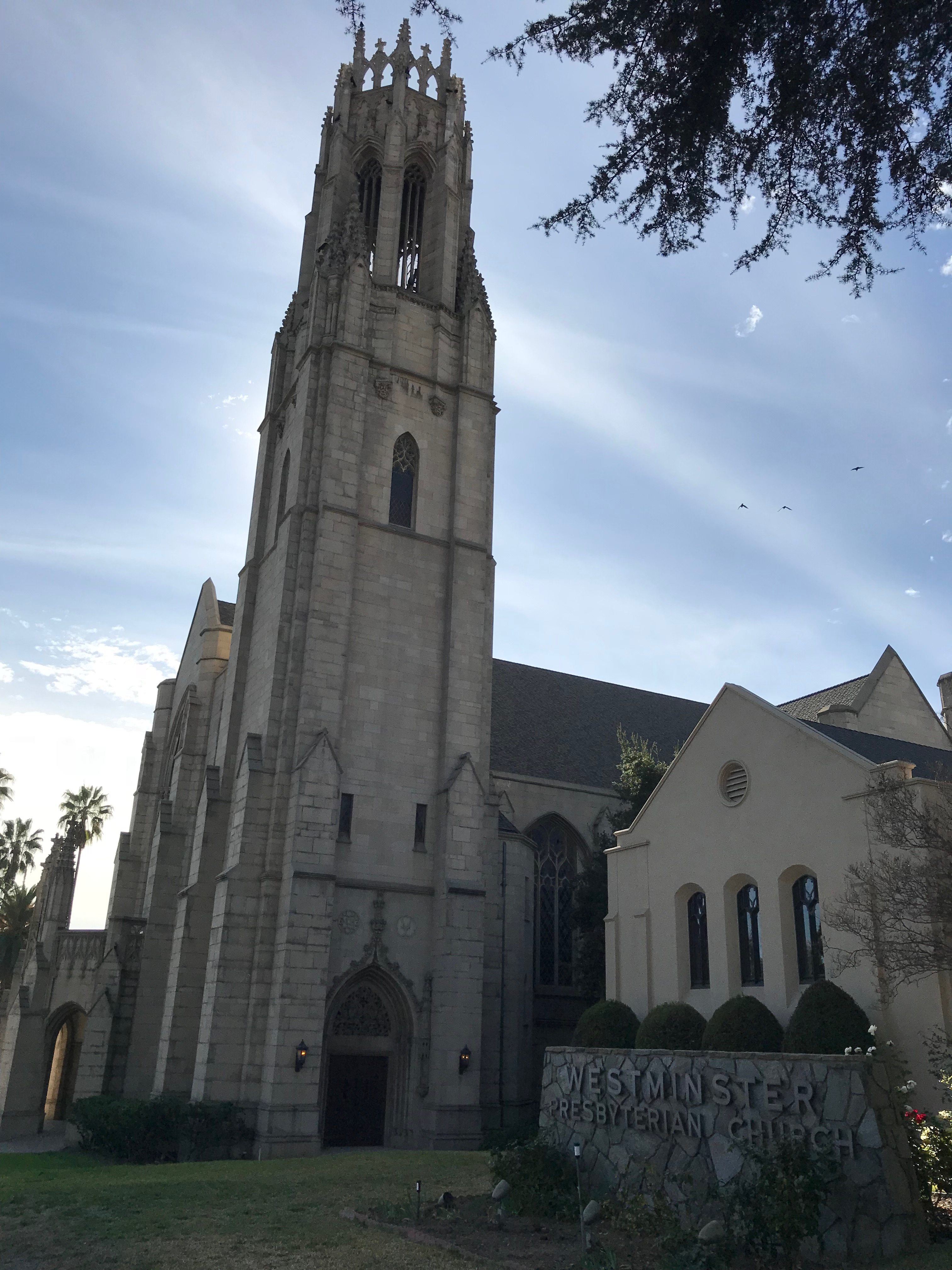
La escena del casamiento de Claire y Sack, hacia el final de la película, se rodó en la iglesia Westminster Presbyterian de Pasadena (California).

La mayoría de los exteriores se rodaron en Maryland, mientras que los interiores se grabaron principalmente en Pasadena. La casa del secretario Cleary era, en realidad, una combinación de siete locaciones diferentes. Por ejemplo, el muelle de la casa y el pasillo no se encontraban en la misma ubicación. El pasillo y la entrada de la casa fueron filmados en Pasadena, mientras que las escenas del muelle, la partida de fútbol y la cocina se grabaron en otras localizaciones. El diseñador de producción, Barry Robison, tuvo que asegurarse de que todos los detalles, como las molduras, coincidieran a pesar de los diferentes sets utilizados. Además, algunas tomas interiores se rodaron en la casa del guionista Peter Tolan. El director lo describió como un «set de Lego» debido a su complejidad y la necesidad de ajustarse a diversas locaciones. La filmación de la película se completó el 7 de junio de 2004, tras cincuenta y dos días.

### Posproducción
Según el montajista Mark Livolsi, la improvisación de los actores presentó el desafío de integrar diferentes tomas de manera coherente, ya que estos podían interpretar las líneas de forma distinta en cada una. Esto dificultaba la unión de tomas debido a razones «gramaticales» o de continuidad, y el proceso de edición requirió un mayor cuidado para asegurar que el material y el diálogo tuviesen sentido y fluidez. Inicialmente, el personaje de Will Ferrell no estaba previsto en la escena final de la boda. Sin embargo, tras la primera proyección de prueba, los cineastas notaron la gran aceptación del público hacia su cameo. Como resultado, decidieron incluirlo en el desenlace y en una segunda proyección de prueba se obtuvo una puntuación considerablemente más alta que la primera.
Dobkin envió el guion a un experto en sistemas de clasificación por edades para determinar si sería incluida en la categoría «R» (restringido). Además, solicitó su opinión sobre la posibilidad de modificar el contenido para reducir la clasificación. No obstante, cuando se le sugirió eliminar «las dos escenas más graciosas» para conseguir una clasificación más baja, Dobkin desistió de hacer cambios. La inclusión de contenido clasificado como «R» fue un aspecto definitorio de la película, aunque su aprobación final no estaba garantizada. Inicialmente, el estudio mostró reticencias a lanzar una película con esa clasificación, preocupado de que pudiera limitar la audiencia al excluir a los espectadores más jóvenes. Sin embargo, Dobkin defendió con firmeza la necesidad de mantener la clasificación original, convencido de que era esencial para el tono y la autenticidad del filme. Dobkin mencionó como influencias a comediantes como Lenny Bruce y Richard Pryor, cuyo humor influyó en su propio enfoque creativo. Argumentó que la vida real, especialmente las conversaciones entre adultos, refleja con frecuencia el lenguaje y los temas propios de una película clasificada como «R». Finalmente, tras extensas conversaciones, el estudio permitió que Dobkin mantuviera la clasificación «R», alineando la película con su visión y asegurando que permaneciera fiel a su contenido orientado a un público adulto. Asimismo, la entusiasta respuesta del público en las proyecciones de prueba llevó a New Line a acceder a la solicitud del director de no recortar la película para hacerla más amigable con la clasificación «PG-13» y mantener su clasificación «R».

### Banda sonora
La banda sonora incluyó canciones contemporáneas de indie rock y rock alternativo. En el avance del filme se incluyeron temas que no formaron parte del metraje, entre ellos «American Idiot» de Green Day, «Crazy Little Thing Called Love» de Queen y «What I Like About You» de The Romantics. Asimismo, algunas canciones que sí aparecieron en la película, como «Sparks» de Coldplay, fueron excluidas del álbum. Vince Vaughn, Owen Wilson y The Klezmer Juice Band interpretan una versión de la tradicional canción judía «Hava Nagila». Además, se incluye un video de la canción «Shout», protagonizado por Vaughn y Wilson.
El álbum se lanzó el 12 de julio de 2005 e incluyó los siguientes temas:

| Wedding Crashers (Music from and Inspired by the Film) |                                 |                                          |          |  |
| N.º                                                    | Título                          | Música                                   | Duración |  |
| 1.                                                     | «The Sound of Settling»         | Death Cab for Cutie                      | 02:12    |  |
| 2.                                                     | «Love Underground»              | Robbers on High Street                   | 02:33    |  |
| 3.                                                     | «Aside»                         | The Weakerthans                          | 03:21    |  |
| 4.                                                     | «(Splash) Turn Twist»           | Jimmy Eat World                          | 04:08    |  |
| 5.                                                     | «Sister Jack»                   | Spoon                                    | 03:37    |  |
| 6.                                                     | «I Hope Tomorrow Is Like Today» | Guster                                   | 03:19    |  |
| 7.                                                     | «In the Summertime»             | Mungo Jerry                              | 03:31    |  |
| 8.                                                     | «This Modern Love»              | Bloc Party                               | 04:25    |  |
| 9.                                                     | «Rock 'n Roll»                  | The Sounds                               | 03:54    |  |
| 10.                                                    | «Mr. Ambulance Driver»          | The Flaming Lips                         | 03:59    |  |
| 11.                                                    | «Circus»                        | The Sights                               | 03:07    |  |
| 12.                                                    | «Cinnamon»                      | The Long Winters                         | 04:13    |  |
| 13.                                                    | «More Adventurous»              | Rilo Kiley                               | 03:25    |  |
| 14.                                                    | «Shout»                         | The Isley Brothers                       |          |  |
| 15.                                                    | «Hava Nagilah»                  | Klezmer Juice, Vince Vaughn, Owen Wilson | 03:47    |  |
| 52:25                                                  |                                 |                                          |          |  |

Rolfe Kent compuso la banda sonora original, que combina riffs de jazz, música alegre y divertida, así como suaves y románticas melodías orquestales para las escenas sentimentales. Kent creó melodías náuticas para las secuencias en el yate del senador Cleary, mientras que para el final recurrió a líneas de cuerdas y piano. La banda sonora fue grabada por la Northwest Sinfonia y la Ballard Philharmonic Orchestra. De acuerdo con Filmtracks, la música de Kent «está grabada con un cuidadoso equilibrio entre entusiasmo dinámico y detalle instrumental». Según Andrew Granade, del sitio SoundTrack.Net, la música «tiene todas las características del género: sonidos orquestales grandiosos, melodías exuberantes, muchos tintineos de campanas, pero también posee una sensibilidad algo peculiar».
El álbum se lanzó el 24 de enero de 2006 a través de New Line Records. A continuación, se enlistan las canciones de la banda sonora original en inglés:

| Wedding Crashers - The Score by Rolfe Kent |                                                         |          |  |
| N.º                                        | Título                                                  | Duración |  |
| 1.                                         | «Wedding Crashing»                                      | 02:46    |  |
| 2.                                         | «Claire's Theme»                                        | 03:02    |  |
| 3.                                         | «Not That Young»                                        | 01:12    |  |
| 4.                                         | «The Cleary's Waltz (Seeing Claire For The First Time)» | 01:18    |  |
| 5.                                         | «Boats, Bodily Fluids & A Little Football»              | 02:54    |  |
| 6.                                         | «Gloria & Jeremy Connect»                               | 02:19    |  |
| 7.                                         | «All Tied Up With Todd»                                 | 01:15    |  |
| 8.                                         | «Sack Plots Against John»                               | 00:42    |  |
| 9.                                         | «Sailing With John & Claire»                            | 03:05    |  |
| 10.                                        | «Quail Hunt»                                            | 01:13    |  |
| 11.                                        | «Gloria, Rope, A Sock & Duct Tape»                      | 02:30    |  |
| 12.                                        | «Claire, A Beach & John»                                | 03:20    |  |
| 13.                                        | «The Crashers Masked & Expelled!»                       | 02:03    |  |
| 14.                                        | «John The Waiter / Sack's Beating»                      | 02:24    |  |
| 15.                                        | «Claire's Tears»                                        | 00:54    |  |
| 16.                                        | «Winning Claire Back»                                   | 04:02    |  |
| 34:59                                      |                                                         |          |  |

## Mercadotecnia
Como parte de una estrategia de mercadotecnia, los productores de Wedding Crashers incluyeron en su página web Corazones Púrpura falsos imprimibles, como una broma para intentar «seducir chicas y conseguir tragos gratis». Sin embargo, el congresista John Salazar propuso una ley que criminalizaba el uso de medallas falsas para obtener beneficios, lo que llevó a los productores a retirar el contenido. Salazar declaró que quienes siguieran este «consejo» podrían terminar siendo detenidos por un agente del FBI y expresó su satisfacción por la decisión de New Line Cinema de eliminar las partes ofensivas del sitio web. New Line destinó más de dos millones de dólares en carteles publicitarios para promocionar el estreno de la película como un «gran evento», buscando competir con el lanzamiento de Charlie y la fábrica de chocolate y diferenciarse de otros títulos «oscuros y sombríos» como La isla y La guerra de los mundos. The New York Times observó que, aunque la película tenía clasificación «R», los carteles publicitarios en la vía pública no reflejaban esta clasificación.
Wedding Crashers contó con la colaboración de Budweiser para promocionar su estreno en Estados Unidos. La campaña incluyó dos anuncios televisivos, patrocinio del estreno en Nueva York, promociones en tiendas y proyecciones locales en treinta ciudades. Los anuncios, dirigidos por David Dobkin, presentaban escenas destacadas de la película: uno mostraba a un grupo de mujeres entrenando para identificar a los «colados» en bodas y en el otro, un hermano mayor enseñaba a su hermano menor a colarse en bodas. Los anuncios comenzaron a transmitirse el 5 de julio de 2005. Además, Budweiser lanzó «Crash the Trailer» en su sitio web, permitiendo a los usuarios editar y colocar su imagen en escenas del tráiler de la película y compartirlo por correo electrónico. También se ofrecieron tomas eliminadas, la banda sonora y un generador de frases cómicas inspiradas en la película.
También surgieron en internet dos sitios web dedicados a la campaña electoral de Christopher Walken para 2008, los cuales fueron desmentidos como un hoax por la representante del actor y el departamento de mercadotecnia de New Line Cinema. «Si el pueblo quiere que sea presidente, lo haré», bromeó el actor en Late Night with Conan O'Brien.

## Recepción

### Estreno y taquilla

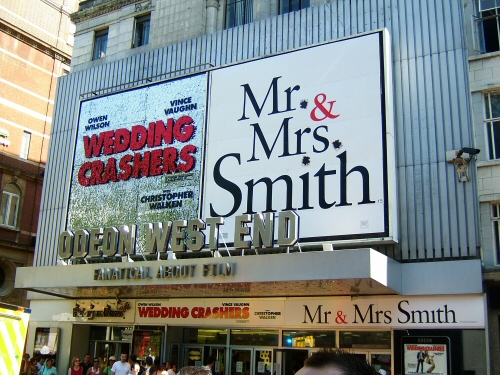
Wedding Crashers fue la quinta película más taquillera de 2005 y la primera comedia clasificada «R» en superar los doscientos millones de dólares en la taquilla estadounidense. Este éxito contribuyó al resurgimiento de las comedias dirigidas a un público adulto.

El estreno de Wedding Crashers se produjo en un contexto en el que las comedias de clasificación «R» ya no se producían con la misma regularidad que en la década de 1970. Los Angeles Times señaló que Wedding Crashers era «una de las pocas películas del verano que no está basada en una novela, un cómic, una serie de televisión, otra película o una hamburguesa». El guionista Bob Fisher declaró que el género de comedia «necesitaba ser reanimado después del 11 de septiembre».
El estreno mundial de Wedding Crashers tuvo lugar el 4 de julio de 2005 en el Odeon West End de Londres (Inglaterra), con la presencia de los protagonistas de la cinta. La cinta fue recibida con entusiasmo y aplausos, y New Line anticipaba una recaudación de veinte millones de dólares durante su fin de semana de estreno nacional. El 13 de julio, se estrenó en la ciudad de Nueva York, donde atrajo a una gran multitud en la Calle 42 de Manhattan, y al día siguiente se proyectó en el festival Just for Laughs de Canadá. El 15 de julio, se estrenó a nivel nacional en Norteamérica, logrando un éxito inmediato al recaudar 32,2 millones de dólares en su primer fin de semana —proyectada en 2925 cines— y posicionándose en el segundo lugar de la taquilla, solo por detrás de Charlie y la fábrica de chocolate. Con un presupuesto de cuarenta millones de dólares, superior al inicialmente previsto, y enfrentándose a la competencia de grandes éxitos de taquilla altamente promocionados durante la temporada de verano, además de la clasificación «R» que limitaba su potencial audiencia, el estudio no anticipaba el nivel de éxito que alcanzó la película, lo que la convirtió en un éxito inesperado. David Tuckerman, director de distribución de New Line, comentó: «Habríamos estado satisfechos con veinticinco millones de dólares en este fin de semana». Las encuestas revelaron que el 60 % de la audiencia tenía más de veinticinco años y la distribución de género era casi equitativa entre hombres y mujeres.
Previo al estreno, el productor Peter Abrams había pronosticado que Wedding Crashers iba a atraer a un público diverso, en parte gracias al apropiado título del filme. Dobkin calificó a las mujeres mayores de cincuenta años como el «secreto oculto» del éxito de la película. Cuando vio el filme, se dio cuenta de que este grupo respondió positivamente a los protagonistas masculinos. Aunque inicialmente no eran el público objetivo, desempeñaron un papel importante en el fin de semana de estreno de la película, siendo aproximadamente un tercio de los ingresos en taquilla provenientes de este grupo inesperado. Además, varios medios atribuyeron parte del éxito en taquilla de Wedding Crashers al efecto del boca a boca.
Inesperadamente, Wedding Crashers alcanzó el primer puesto en taquilla en su tercera semana. En su cuarto fin de semana, recaudó 16,5 millones de dólares, ocupando el segundo lugar en la taquilla, con una caída de solo el 18 % en comparación con la semana anterior. Hacia mediados de agosto, había recaudado 164,1 millones de dólares y se mantenía en el cuarto lugar, con una disminución de solo el 25 % en sus ingresos, registrando su cuarto fin de semana consecutivo con una caída inferior al 30 %. En su séptimo fin de semana, ocupó el quinto lugar, recaudando 6,3 millones, lo que elevó su total acumulado a 187,7 millones de dólares. Finalmente, Wedding Crashers recaudó 209 255 921 dólares a nivel nacional, lo que la convirtió en la quinta película más taquillera del año. Además, fue la primera comedia clasificada «R» en superar los doscientos millones de dólares en la taquilla de Estados Unidos, un récord que más tarde sería superado por The Hangover en 2009. Variety calificó a Wedding Crashers como «la sorpresa más grande del verano».
Wedding Crashers logró un sólido desempeño internacional tras su estreno, aunque por debajo de sus resultados domésticos. La cinta también logró resultados positivos en la taquilla del Reino Unido, donde,  hacia el 24 de julio, había recaudado cuatro millones de dólares en 580 salas de cine, y en octubre alcanzó los veintitrés millones. Con el éxito obtenido en Norteamérica como antecedente, la película comenzó a distribuirse en el mercado asiático. Australia fue uno de los mercados más fuertes para la película, con una apertura en agosto de 3,3 millones de dólares en 391 salas, superando ampliamente a su competencia. En Nueva Zelanda, el resultado fue igualmente positivo, con 365 mil dólares en cincuenta y ocho cines. Tras su estreno en México, recaudó 1,06 millones de dólares, ubicándose en los primeros lugares de taquilla. A nivel internacional, recaudó 79 211 724 dólares, sumando un total global de 288 467 645 dólares.

### Crítica

#### Anglosajona
Tras su estreno, Wedding Crashers obtuvo una recepción mayoritariamente favorable por parte de la crítica cinematográfica. En el sitio web de recopilación de reseñas Rotten Tomatoes, la película tiene un índice de aprobación del 75 %, basado en 185 reseñas, con una calificación promedio de 6,9/10. El consenso crítico del sitio afirma: «Wedding Crashers es audaz y entrañable, con actuaciones cómicas sobresalientes de Vince Vaughn y Owen Wilson». Por su parte, en Metacritic, cuenta con una puntuación de 64 sobre 100, basada en 39 reseñas, que indica una recepción «generalmente favorable». En la base de datos de Movie Review Query Engine la cinta alcanzó una puntuación promedio normalizada de 68 sobre 100. Además, el público encuestado por CinemaScore le otorgó una calificación A-.
Algunos medios reconocieron la influencia de National Lampoon's Animal House (1978) en diversos aspectos de Wedding Crashers, señalando que ambas películas pertenecen a la misma categoría. En una crítica publicada en The Washington Post, Stephen Hunter destacó que Wedding Crashers «es tan divertida que te deja sin aliento». Manohla Dargis, en The New York Times, señaló que aunque es «explícita», la película también es «divertida», lamentando que los personajes principales no pudieran permanecer en su papel de «chicos perdidos». Joe Morgenstern, para The Wall Street Journal, describió el humor de la película como «muy agudo y, en ocasiones, obsceno». David Edelstein, de Slate, destacó el humor del guion y su ejecución por parte de los protagonistas. Alexa Moses, de The Sydney Morning Herald, la catalogó como «una comedia romántica hollywoodense ligera y desenfadada, pero con inteligencia, durante la mayor parte de su duración». Stephanie Zacharek escribió para Salon.com que Wedding Crashers es una «inusual comedia contemporánea mainstream que parece haber sido hecha sin supervisión de los adultos», lo que le permitió mantener un enfoque arriesgado. Zacharek también valoró el hecho de que la película se basara en un guion original, a diferencia de otros proyectos contemporáneos que recurrían a materiales previos. La crítica concluyó que Wedding Crashers sobresale como «la comedia más optimista de Hollywood», demostrando que los creadores pueden superar las limitaciones de la falta de imaginación de los estudios. Wesley Morris, de The Boston Globe, la definió como «el antídoto a la reciente serie de tramas repetidas y desastres alegóricos de Hollywood» y añadió que «con valentía, incluye lo que muy pocas grandes películas tienen este verano: diversión».
La crítica elogió ampliamente las actuaciones de Wilson y Vaughn. Peter Travers, de Rolling Stone, la colocó en el número diez de las mejores películas del año, y destacó el humor y el guion, describiendo a Wilson y Vaughn como un «equipo cómico de ensueño». Andrew Sarris, de The New York Observer, sostuvo que Wedding Crashers representaba «el entretenimiento más emocionante» que había llegado a Hollywood gracias a su dúo protagónico, según él, el mejor equipo cómico desde la época de Paul Newman y Robert Redford en Butch Cassidy and the Sundance Kid (1969) y El golpe (1973). En opinión de J.R. Jones, de Chicago Reader, Wilson y Vaughn «son enormemente divertidos». Nick Schager, de Slant Magazine, observó que la película «utiliza eficazmente los estilos cómicos complementariamente opuestos del charlatán Vaughn y del holgazán Wilson». Anthony Lane, de The New Yorker, también elogió a los protagonistas, especialmente a Vaughn, quien «parece crecer con cada película». Carina Chocano, de Los Angeles Times, elogió la actuación de Vaughan, describiendo a su personaje, Jeremy, como el «alma de la película», y comparó su presencia con la de Bill Murray en Caddyshack (1980). Por su parte, William Thomas, de la revista Empire, le otorgó tres de cinco estrellas y aunque reconoció que Wedding Crashers no cumplió completamente con su potencial, destacó el humor y la química entre Wilson y Vaughn. Otros críticos también subrayaron la sólida relación en pantalla entre ambos actores.
Brian Lowry, de Variety, describió la película como «bastante divertida, aunque irregularmente exagerada y ocasionalmente con tintes homofóbicos». Además, elogió a McAdams por «llenar los vacíos narrativos y crear un personaje genuino» y afirmó que los momentos más divertidos del filme surgían de los diálogos de Vaughn. Sin embargo, señaló que Walken estaba desaprovechado. Lowry concluyó que, aunque Wedding Crashers no es una comedia romántica pura ni sigue el formato tradicional de las comedias de clasificación «R», sí presenta elementos suficientes de ambos géneros como para destacarse en una temporada con escasas opciones humorísticas. Por otro lado, Roger Ebert, del Chicago Sun-Times, le otorgó dos de cuatro estrellas. Si bien reconoció que existían «momentos individuales muy divertidos», mencionó que el director, David Dobkin, «tiene demasiadas ideas en mente». En una reseña negativa, Moira MacDonald, de The Seattle Times, criticó el humor, la duración y el ritmo del filme, que consideró lento. Concluyó que la película resultó «una gran decepción», sin llegar a ser «ni siquiera lo suficientemente mala como para ser disfrutada como una película basura». Peter Hartlaub, de San Francisco Chronicle, criticó el guion y escribió que «los placeres de la película son ampliamente superados por sus expectativas fallidas». Finalmente, Kimberley Jones, de The Austin Chronicle, criticó la trama por ser «en su mayor parte material de molde» y expresó su descontento con las representaciones de las minorías, escribiendo que «los homosexuales y los negros están representados, respectivamente, por un psicótico y un criado jamaicano».

#### Hispanoamericana y española

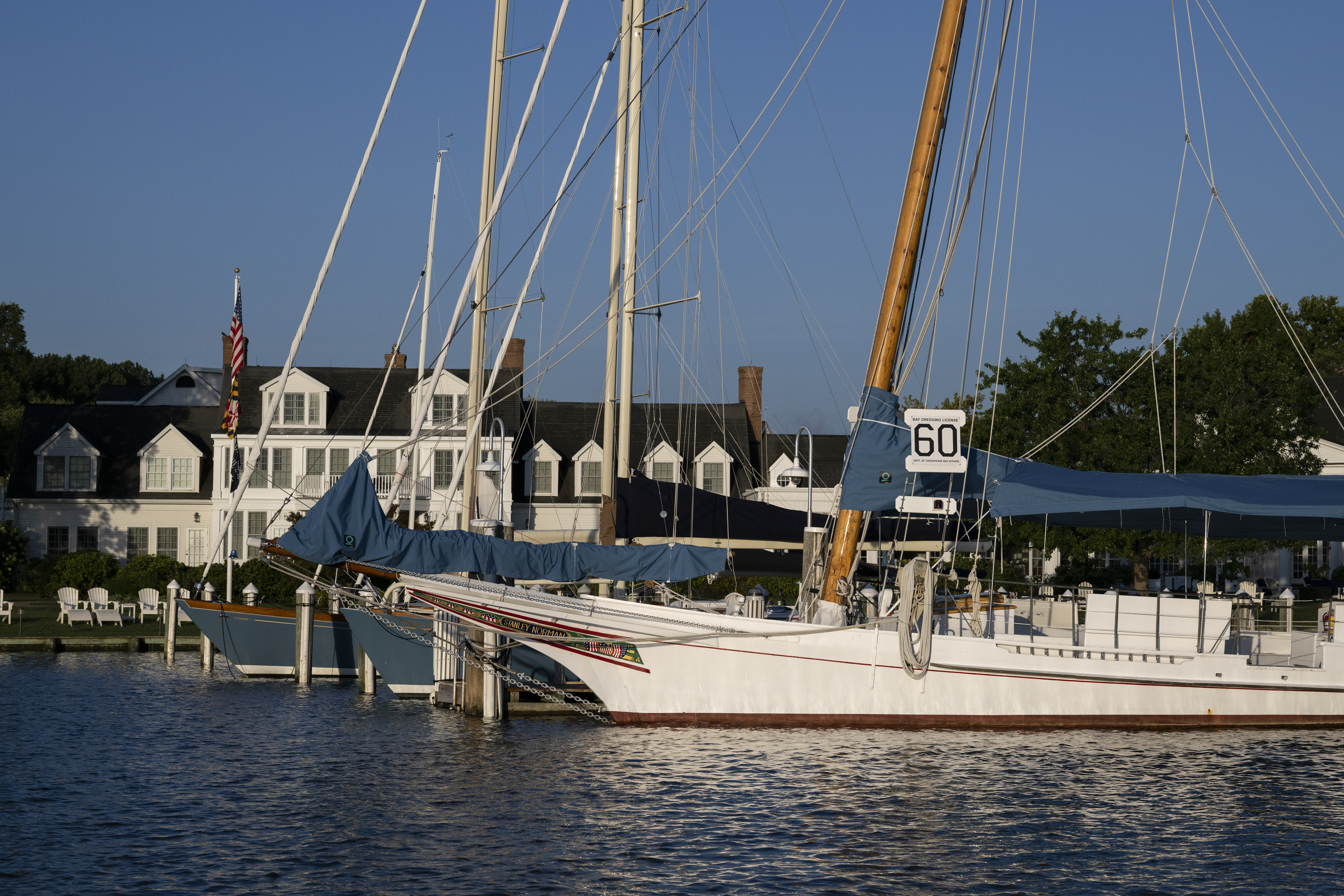
Tras el éxito de la película, el Inn at Perry Cabin, ubicado en St. Michaels (Maryland), donde se filmó una de las bodas, recibió múltiples solicitudes de parejas interesadas en celebrar su matrimonio en el mismo escenario.

Fernando López escribió una reseña favorable en el periódico argentino La Nación, aunque expresó su deseo de que la película hubiera incluido más momentos de improvisación. El diario Clarín afirmó que «sería inútil exigirle un grado de sutileza que ni busca ni tiene, apostando en cambio —y con efectividad— al chiste sin prejuicios y las situaciones cómicas» y aprobó el trabajo de los protagonistas y el reparto secundario. Según Diego Brodersen, de Página/12, el dúo protagónico «vuelve a demostrar sus sobrados dotes para el timing cómico; sin ellos el filme dejaría de funcionar desde el minuto uno». El sitio web español SensaCine catalogó al filme dentro de una «estructura clásica de las comedias románticas» pero con «un humor más típico de la Nueva Comedia Americana», lo que convirtió a Wedding Crashers en «una comedia romántica más divertida que la media. O, si se prefiere, en una comedia masculina más romántica de lo habitual». Jordi Costa, de la revista Fotogramas, calificó la cinta con tres sobre cuatro estrellas y la describió como «una comedia adulta sobre cierta inmadurez generacional, que recupera el viejo arsenal de recursos de un cinismo muy de otra época para acabar diluyéndolo, sin rubor, bajo las exigencias del tristemente perseverante romanticismo de multisalas». El crítico destacó «la creciente credibilidad cómica de Vince Vaughn».

### Premios
Wedding Crashers se destacó como la película más premiada y con más nominaciones en los MTV Movie Awards de 2006, acumulando cinco nominaciones y obteniendo tres premios en total. Durante la ceremonia de entrega, transmitida el 8 de junio de 2006, fue galardonada en las categorías de mejor película, mejor dúo en pantalla (Wilson y Vaughn) y mejor actuación revelación (Isla Fisher). Además, los dos protagonistas fueron nominados en la categoría de mejor actuación cómica. Vaughn, quien no asistió al evento, dio crédito a Wilson por el premio obtenido, mientras que Fisher bromeó: «Para la mayoría de las personas, interpretar a una ninfómana bipolar habría sido un desafío. Pero yo simplemente me interpreté a mí misma». El dúo cómico compuesto por Wilson y Vaughn también ganó un Premio People's Choice por su trabajo en conjunto y la cinta fue reconocida como la mejor comedia. La película fue seleccionada como la mejor del verano por los Teen Choice Awards, mientras que McAdams obtuvo el premio a la mejor actriz de comedia por sus actuaciones en Wedding Crashers y The Family Stone. McAdams también recibió el Hollywood Film Award a la mejor actriz revelación.
Wedding Crashers ganó el premio a la mejor comedia en los premios de la Asociación de Críticos de Cine de San Luis y fue candidata a mejor comedia en los Premios de la Crítica Cinematográfica y en los Premios Empire. El tráiler del filme recibió un galardón en los Golden Trailer Awards. El montajista Mark Livolsi fue candidato a los Premios Eddie en la categoría de mejor montaje para película cómica o musical. Asimismo, la Casting Society of America reconoció a Lisa Beach y Sarah Katzman por su labor en el proceso de casting del filme.

## Formato doméstico
El 3 de enero de 2006 se lanzó a la venta en formato DVD la «Uncorked Edition» del filme, una edición que además de incluir la versión proyectada en cines, presenta otro corte de casi ocho minutos más de duración. En total, se extienden siete escenas, entre ellas el encuentro con una antigua pareja de Jeremy haciéndose pasar por «Shlomo», algunas  secuencias que involucran a Todd, el encuentro entre Jeremy y Gloria en la playa, y la conversación de Jeremy con el padre O'Neil. Todd Gilchrist, del sitio IGN, opinó que «esta película es más agradable en la pantalla chica porque el humor se siente más íntimo». Los extras del DVD incluyen cuatro escenas eliminadas que duran un total de siete minutos y cuarenta y cinco segundos. En las escenas eliminadas, Cleary pone a prueba a John sobre uno de sus discursos, mientras se revela que el mayordomo fuma marihuana. Jeremy consuela a John tras ser descubiertos mintiendo a los Cleary. El senador, por su parte, se jacta de su futuro yerno y de cómo ayudó a salvar la población local de peces azules. Finalmente, Wilson y Vaughn realizan una versión de karaoke de «99 Red Balloons» durante una boda asiática.
Los extras incluyen un comentario en audio narrado por David Dobkin, donde el director proporciona un análisis detallado de la película, abordando temas como el tono de la misma, el proceso de casting y la colaboración con los actores. También comenta sobre las modificaciones realizadas al guion original, las adiciones en la edición «Uncorked», el diseño visual y la elección de Washington como escenario. Además, discute aspectos relacionados con la calificación del filme, así como notas generales sobre el rodaje. En el segundo audio, Wilson y Vaughn hablan sobre historias del set, cómo se involucraron en el proyecto y opinan sobre los otros actores, locaciones y personajes. La edición incluye dos featurettes. El primero, «Event Planning», con una duración de once minutos y medio, muestra cómo se organizaron las escenas de bodas e incluye material detrás de cámaras y entrevistas con el elenco, la diseñadora de vestuario Denise Wingate, el decorador de sets Garret Lewis, el productor Andrew Panay, los guionistas Steve Farber y Bob Fisher, la coordinadora de bodas Lovelynn Vanderhorst y el consultor de magia Michael Stellman. El segundo featurette, «The Rules», de siete minutos y medio, presenta a Wilson y Vaughn repasando las reglas para colarse en bodas. Además, se incluye un texto con reglas adicionales, muchas de las cuales no aparecen en el filme.
New Line decidió lanzar Wedding Crashers en enero de 2006, evitando la saturación del mercado durante la temporada de compras de fin de año. Esta estrategia resultó exitosa, ya que la película superó las expectativas iniciales y se convirtió en uno de los DVD más vendidos del año. La decisión se basó en tres factores: la saturación del mercado en las fiestas, el mayor tráfico de consumidores después de las vacaciones y la popularidad de la película, que la convirtió en una compra atractiva para los seguidores. En su primera semana de lanzamiento, Wedding Crashers lideró las listas de ventas y alquileres de DVD. En la lista de alquileres de video correspondiente a la semana que terminó el 8 de enero, la película generó aproximadamente 12,11 millones de dólares en ingresos. Wedding Crashers concluyó 2006 como la segunda película más alquilada del año, solo superada por Flightplan. El DVD mantuvo un rendimiento constante en ventas durante todo el año, y para octubre de 2006 se había convertido en la tercera película más vendida del año, con 8,4 millones de unidades vendidas, cerrando el año en el quinto lugar. Hacia enero de 2007, el DVD había generado un total de 176,3 millones de dólares en ingresos por alquileres y ventas, convirtiéndose en el quinto más rentable del año.
El 30 de diciembre de 2008, la «Uncorked Edition» del filme se editó en Blu-ray, e incluyó la versión proyectada en cines y los extras incluidos en el DVD. Respecto a la calidad de la imagen, Kenneth Brown, de Blu-ray.com, destacó que, aunque la resolución es superior a la del DVD, no alcanza el nivel de otras comedias en alta definición. En relación con el audio, el crítico señaló que, si bien hay una mejora respecto a las ediciones previas, la experiencia sonora no resulta completamente satisfactoria. Matt Brighton, de Blu-ray Authority, fue más entusiasta en su reseña y comentó que «la imagen en general es brillante y se ve excelente» y se mostró impresionado por el sonido del filme. La venta de DVD y Blu-ray generó más de 147 millones de dólares en ingresos. El 11 de noviembre de 2014, se lanzó una nueva edición en Blu-ray. Con el crecimiento de las plataformas de streaming, la película se distribuyó a través de servicios como Google Play, YouTube, Vudu, DirecTV, Amazon, Redbox, Hulu, HBO Max y Netflix.

## Legado
Wedding Crashers fue descrita como un «puente» entre diferentes épocas de clasificación «R», alejándose del humor escatológico de comedias predecesoras como There's Something About Mary (1998) y American Pie (1999) para contar «una historia algo más sofisticada sobre la necesidad de madurar y aceptar la adultez». Liam Gaughan, de /Film, explicó que Wedding Crashers atrajo al público mediante «una historia sólida, actuaciones carismáticas de los protagonistas y un toque de emoción genuina» que justificaba «las payasadas físicas». Gaughan añadió que la mezcla de los géneros de romance y comedia sin recurrir al melodrama atrajo a un público más amplio «al no ajustarse a los convencionalismos de las comedias románticas tradicionales». El éxito financiero del filme, junto con Virgen a los 40 (2005), fue clave en el renacimiento de las comedias con clasificación «R» dirigidas a un público adulto. Poco después de su estreno, los estudios buscaban reproducir el éxito de estas películas de bajo presupuesto pero gran impacto. Wedding Crashers popularizó el concepto de «bromance» en la pantalla grande, lo que se conoce como comedia bromántica, un subgénero centrado en la amistad masculina, replicado en los años siguientes en The Hangover (2009), I Love You, Man (2009) y diversos trabajos del productor Judd Apatow.
El éxito de Wedding Crashers impulsó la carrera en el cine Bradley Cooper, Keir O'Donnell, Isla Fisher y Rachel McAdams. Antes de su interpretación de Sack en Wedding Crashers, Cooper era percibido en los castings como un «buen chico» y un actor dramático por su trabajo en la serie Alias, lo que restringía sus oportunidades para obtener otros tipos de roles. Su participación en Wedding Crashers cambió la percepción que los directores de casting tenían sobre él. Cuatro años más tarde, el actor protagonizó la comedia The Hangover, superando los logros comerciales de Wedding Crashers. Casi dos décadas después del estreno de Wedding Crashers, Cooper reveló que ver actuar a Vince Vaughn en el set lo «cambió para siempre». Si bien Owen Wilson y Vaughn ya eran actores reconocidos, su participación en Wedding Crashers consolidó y amplificó su estatus como actores cómicos de primer nivel. La revista GQ valoró a Vaughn como «el hombre más divertido y atractivo de Hollywood» del año y Entertainment Weekly lo incluyó en su lista «artista del año 2005» y lo nombró la «estrella de cine más destacada del verano». Tras una reunión en 2025 entre Vaughn y el presidente Donald Trump, la Casa Blanca difundió a través de sus redes sociales un afiche paródico titulado «White House Crashers». La publicación se volvió viral y generó un impacto notable en los mercados de las criptomonedas. Más de una década después del estreno, Geoff Stults, quien interpretó al prometido de Christina Cleary, dio a conocer que el público aún lo reconocía por ese breve papel.
Poco después de su estreno, la revista Première incluyó Wedding Crashers en el número cuarenta y nueve de su selección de las «cincuenta mejores comedias de todos los tiempos» y el canal de televisión Bravo la posicionó en el lugar diecinueve de las «cien películas más divertidas». Wedding Crashers se volvió notable por sus frases memorables y Entertainment Weekly la ubicó en el número veintiuno de las «treinta y cinco comedias cinematográficas más citables». El término en inglés «stage-five clinger», utilizado por Jeremy para describir a Gloria, se popularizó para referirse a una persona —e incluso a un animal— que exhibe una dependencia emocional excesiva y abrumadora en una relación. El Sindicato de Guionistas de los Estados Unidos elaboró una lista de los «ciento un guiones más graciosos», en la que incluyó a Wedding Crashers en la posición número cincuenta y nueve. En 2018, Business Insider sumó Wedding Crashers a su lista de «las dieciséis mejores películas de bodas de todos los tiempos». En 2023, The A.V. Club la colocó en el puesto quince en una lista de «las veinticinco comedias con clasificación R más divertidas del siglo XXI». Publicaciones dirigidas a un público femenino, como Glamour, Cosmopolitan y Vogue, también la incluyeron en sus listas de selección. Además, según un estudio del año 2020, Wedding Crashers era la comedia romántica más popular en Maryland y Connecticut, y la quinta más popular en todo Estados Unidos.

## Secuela y producciones relacionadas

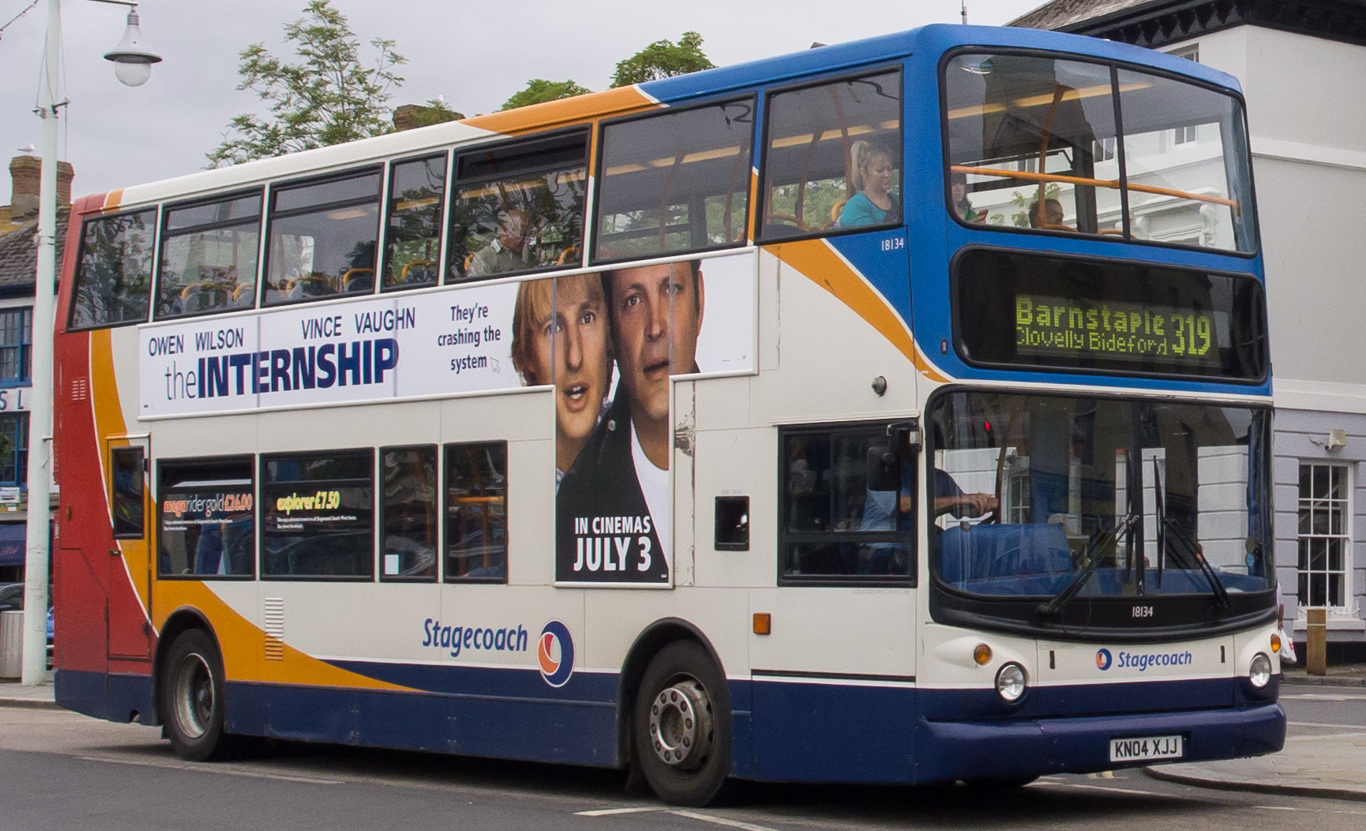
En 2013, se estrenó The Internship, una comedia protagonizada por Vince Vaughn y Owen Wilson que no logró alcanzar ni el éxito comercial ni la aceptación crítica de Wedding Crashers.

A pesar de recibir varias propuestas similares, David Dobkin dejó claro a su agente que solo regresaría al cine si se le presentaba una oportunidad verdaderamente única. Tras Wedding Crashers, estuvo vinculado al desarrollo de I Now Pronounce You Chuck & Larry (2007), un proyecto en el que Vince Vaughn y Owen Wilson serían los protagonistas. Sin embargo, el proyecto no se concretó y, finalmente, Adam Sandler realizó la película. En su lugar, Dobkin dirigió Fred Claus (2007), originalmente concebida como una película con clasificación «PG-13», pero que finalmente fue clasificada como «PG». Dobkin reconoció que el resultado final no fue el que había imaginado. New Line Television realizó un reality show derivado de la película, llamado The Real Wedding Crashers, que se emitió por NBC en abril y mayo de 2007. Dobkin y Vaughn se opusieron a que se usara la idea del filme para hacer una serie, considerando que, como explicó el director, mientras que en Punk'd se ridiculizaban a celebridades, en The Real Wedding Crashers Ashton Kutcher hacía lo propio con personas comunes. La serie duró solo cuatro episodios antes de ser cancelada por NBC. En 2014, Adam Levine, líder de la banda Maroon 5, propuso a Dobkin dirigir un videoclip para la canción «Sugar». El director se basó en Wedding Crashers para filmar a Maroon 5 apareciendo como banda sorpresa en bodas reales.
Aunque durante la década de 2000 las secuelas de comedias no eran habituales, Dobkin afirmó que estuvo involucrado en conversaciones sobre la segunda parte de Wedding Crashers con el estudio «desde el principio» y que no quería realizarla a menos que hubiera una gran idea detrás. En una publicación de 2014 en el sitio web Reddit, Dobkin dijo que se reunió con Vaughn y Wilson para hablar sobre una idea para una secuela en la que John y Jeremy se encuentran compitiendo con un hombre intrépido que también se cuela en bodas, interpretado por Daniel Craig. No obstante, en ese entonces no se solían hacer tantas secuelas y el director declaró: «de alguna manera me alegro de que no la hiciéramos. Es una película especial y se conserva tal como estaba». En una entrevista de noviembre de 2016, Fisher insinuó que había conversaciones en curso sobre una secuela. Aunque el proyecto aún no estaba aprobado, había señales de que podría avanzar una vez que los actores principales aprobasen la dirección creativa y negociaran sus contratos. Un guion para la secuela, escrito por Evan Susser y Van Robichaux, fue entregado a New Line, y se esperaba que el director regresara, con los miembros originales del reparto, incluidos Wilson, Vaughn, Fisher y McAdams. También estaba previsto que el productor Andrew Panay regresara.
En junio de 2020, Ferrell dijo que se estaba escribiendo Wedding Crashers 2 y, en noviembre del mismo año, Vaughn y Wilson estaban en conversaciones para realizar una secuela. «Por primera vez, hay una especie de idea original», dijo Vaughn al respecto de la secuela. Jane Seymour expresó sus deseos de volver a interpretar su personaje. En junio de 2021, se anunció que HBO Max estaba desarrollando la producción y que el rodaje comenzaría en agosto de ese año en Puerto Rico. Más tarde, Wilson aclaró que la secuela aún se encontraba en las primeras etapas de planificación. Por su parte, Dobkin manifestó interés en narrar la historia de los protagonistas en sus cuarentas que, al encontrarse nuevamente solteros, deben enfrentar los desafíos y las complejidades de volver a entrar en el mundo de las citas, explorando las incómodas y difíciles realidades de comenzar de nuevo en sus vidas personales. Wilson y Vaughn llegaron a contemplar la posibilidad de infiltrarse en bodas auténticas. En septiembre de 2021 se informó que la preproducción de Wedding Crashers 2 se había cancelado después de que Wilson firmase un contrato para actuar en otro proyecto. En 2024, Isla Fisher reveló que estuvieron «bastante cerca» de hacer una secuela y posteriormente Vaughn afirmó que «siempre es una posibilidad». A principios de 2025, Isla Fisher aseguró: «Sucederá en algún momento».